# Maru
Maru is een bestuurslaag in het regentschap Alor van de provincie Oost-Nusa Tenggara, Indonesië. Maru telt 811 inwoners (volkstelling 2010).